# مات كلارك (لاعب دارت)
مات كلارك (بالإنجليزية: Matt Clark)‏ هو لاعب دارت بريطاني، ولد في 4 أبريل 1968 في دارتفورد ‏ في المملكة المتحدة.

## وصلات خارجية
- مات كلارك على موقع DartsDatabase.co.uk (الإنجليزية)